# Cheminée végétale
Cheminée végétale est une œuvre d'Édouard François. C'est l'une des œuvres d'art de la Défense, en France.

## Description
L'œuvre est située au pied de l'immeuble Cœur Défense. Elle utilise comme support une cheminée d'aération de 16 m de haut, sur 7,5 m par 12 de large, recouverte de plaques de cuivre et de bois sur lesquels poussent des végétaux.

## Historique
L'œuvre est installée en 2004. Avant cette date, la cheminée était recouverte d'une mosaïque.